# Zelene, Krîvîi Rih
Zelene (în ucraineană Зелене) este o așezare de tip urban din orașul regional Krîvîi Rih, regiunea Dnipropetrovsk, Ucraina. În afara localității principale, nu cuprinde și alte sate.

## Demografie
Componența lingvistică a așezării de tip urban Zelene
     Ucraineană (87,35%)
     Rusă (12,46%)
     Alte limbi (0,1%)
Conform recensământului din 2001, majoritatea populației așezării de tip urban Zelene era vorbitoare de ucraineană (87,35%), existând în minoritate și vorbitori de rusă (12,46%).